# فزر إيطالي
سدريت إيطالي (الاسم العلمي:Sideritis italica) هو نوع من النباتات يتبع جنس السدريت من الفصيلة الشفوية.